# Schule von Salamanca

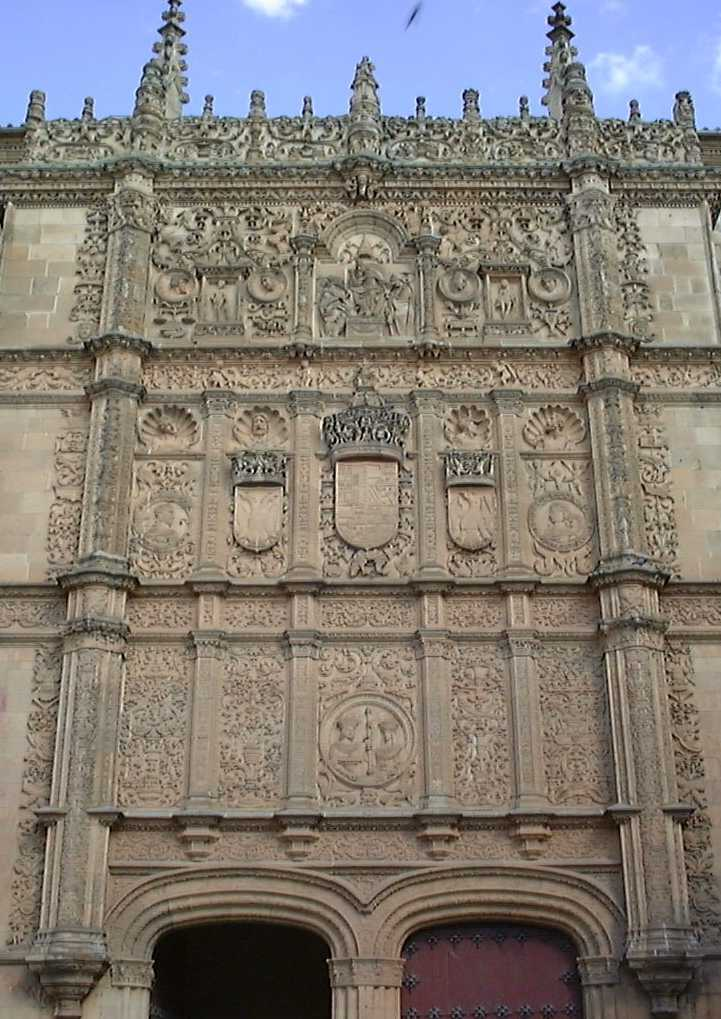
Universität von Salamanca, Hauptportal

Unter der Schule von Salamanca wird eine juristische Auslegungsmethode des spätscholastischen Naturrechts verstanden. Der Name leitet sich von der Universität von Salamanca ab, an der ihre Vertreter lehrten.
In der Theologie gehörten zu ihren wichtigsten Vertretern die Dominikaner Francisco de Vitoria (1492–1546), Domingo de Soto (1494–1560) und Melchior Cano (1509–1560). Von Bedeutung sind auch der Franziskaner Alfonso de Castro (1495–1558) und der Jesuit Francisco Suárez (1548–1617). Unter den  Kirchenrechtlern sind Martín de Azpilcueta (1491–1586) und Diego de Covarrubias y Leyva (1512–1577) hervorzuheben. Als Spezialist für Römisches Recht tat sich Fernando Vázquez de Menchaca (1512–1569) hervor.
Innerhalb der Schule von Salamanca lassen sich zwei Richtungen unterscheiden: die Salmanticenser (benannt nach der Universität von Salamanca) und die Conimbricenser (benannt nach der Universität von Coimbra in Portugal). Die erste Richtung begann mit Francisco de Vitoria und erreichte ihren Höhepunkt mit Domingo de Soto. Die Conimbricenser hingegen waren Jesuiten, die mit Beginn des 16. Jahrhunderts die intellektuelle Führung in der römisch-katholischen Welt von den Dominikanern übernahmen. Unter ihnen waren u. a. Luis de Molina (1535–1600), Francisco Suárez (1548–1617) und (in Italien) Giovanni Botero (1544–1617).
Bedeutung erlangte die Schule von Salamanca durch die Entwicklung eines „internationalen Naturrechts“. Vor dem Hintergrund der Eroberung Süd- und Mittelamerikas durch Spanier und Portugiesen, des Humanismus und der Reformation gerieten die traditionellen Konzeptionen der römisch-katholischen Kirche zu Beginn des 16. Jahrhunderts zunehmend unter Druck. Die sich daraus ergebenden Probleme wurden von der Schule von Salamanca in Angriff genommen. Ihr Ziel war dabei die Harmonisierung der Lehren Thomas von Aquins mit der neuen ökonomisch-politischen Ordnung der Zeit.

## Theorie des Rechts und der Gerechtigkeit
Die Theorien der Schule von Salamanca läuten das Ende des mittelalterlichen Rechtskonzepts ein. In einem für das Europa der damaligen Zeit unüblichem Maße fordern sie mehr Freiheitlichkeit. Die natürlichen Rechte des Menschen (Recht auf Leben, Recht auf Privateigentum, Meinungsfreiheit, menschliche Würde) wurden, in der einen oder anderen Form, zum Mittelpunkt des Interesses der Schule von Salamanca.

### Naturrecht und Menschenrechte
Die Schule von Salamanca formulierte das Konzept des Naturrechts neu. So ergibt sich nach Lessius das Naturrecht aus der rationalen Natur und dem Naturzustand, der den Dingen innewohnt: es ist darin unveränderlich, im Gegensatz zu dem positiven Recht, das sich aus dem göttlichen oder menschlichen Willen ergibt. Da alle Menschen an der gleichen menschlichen Natur Anteil haben, haben sie auch alle an den gleichen Rechten wie Gleichheit oder Freiheit Anteil.
Darin sind dieser Auffassung nach zum Beispiel die Ureinwohner Amerikas eingeschlossen. Auch sie besäßen ein Eigentumsrecht an ihrem Land und hätten das Recht, sich gegen eine gewaltsame Missionierung zu wenden. Diese Gedanken widersprachen der damals vorherrschenden Meinung, dass die Ureinwohner über einen geringer entwickelten Verstand verfügten und sich daher nicht auf die gleichen Rechte wie die Spanier und die übrigen Europäer berufen könnten, sondern, wie Kinder, einer besonderen Führung durch die Europäer bedurften.
Das Naturrecht der Schule von Salamanca ist nicht auf Individualrechte beschränkt. Beispielsweise wird Gerechtigkeit als eine Art natürliches Recht angesehen, das durch die Gesellschaft realisiert wird. Gabriel Vázquez (1549–1604) zufolge ergibt sich aus dem Naturrecht eine Verpflichtung, innerhalb einer Gesellschaft im Einklang mit der Gerechtigkeit zu handeln.
Auch So beanspruchten die Juristen und Theologen die Macht, das positive Recht im Hinblick auf seine Übereinstimmung mit dem Naturrecht zu beurteilen. Für Domingo de Soto ist es daher die Aufgabe der Theologen, die moralischen Grundlagen des Zivilrechts zu beurteilen. So konnte er beispielsweise die neue Organisation der Wohlfahrtseinrichtungen in Spanien kritisieren, weil diese gegen die natürlichen Rechte der Armen verstießen, oder Juan de Mariana die Zustimmung der Bevölkerung zu Steuern und Geldentwertungen für zwingend hielt.

### Souveränität

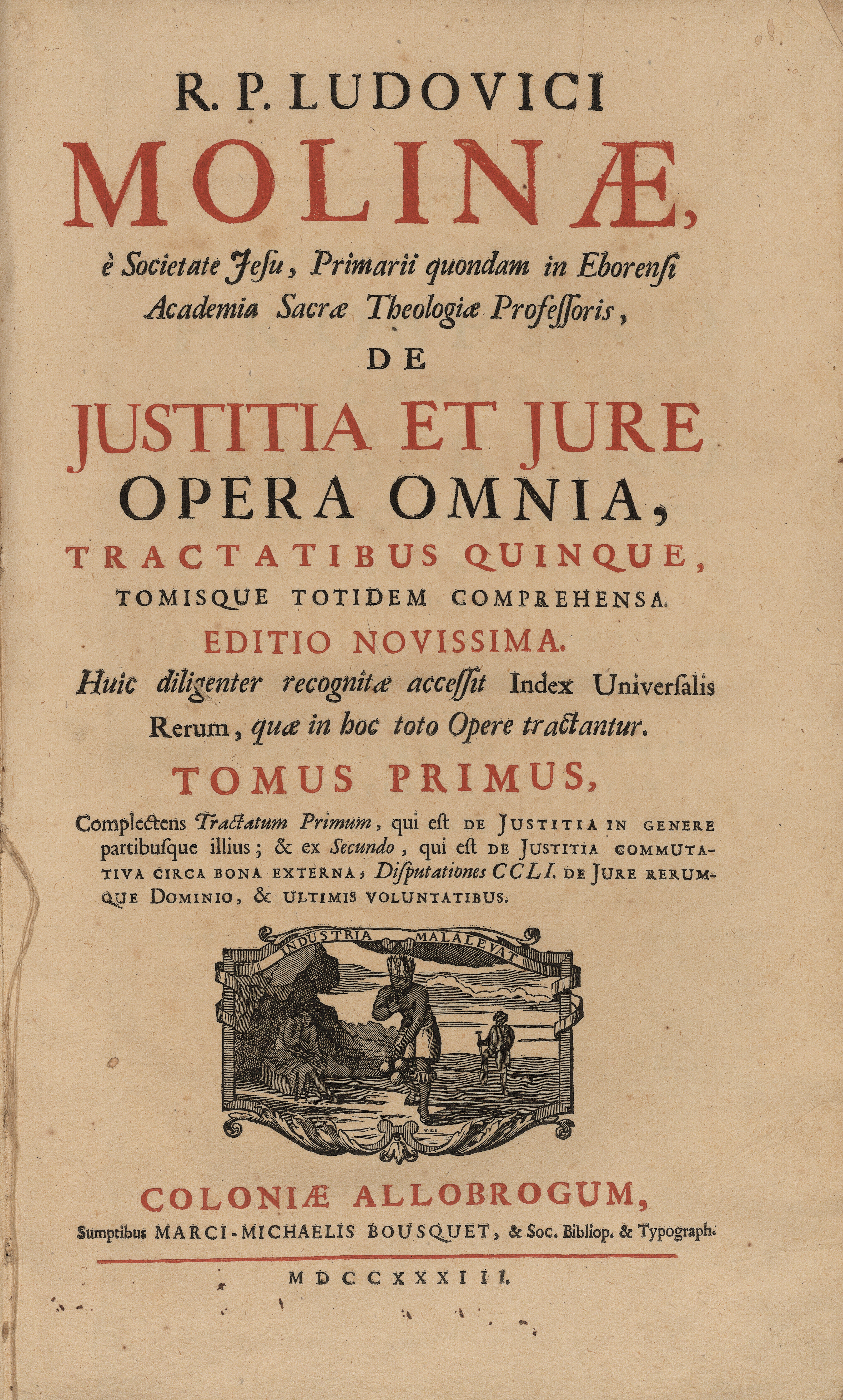
De iustitia et iure, 1733

Die Schule von Salamanca unterscheidet zwischen dem Bereich weltlicher Macht und dem Bereich geistlicher Macht. Beide wurden im Mittelalter häufig verschmolzen, woraus sich Lehren wie die des Gottesgnadentums des Kaisers oder die Lehre der weltlichen Macht des Papstes herleiteten. Konsequenz der Unterscheidung ist, dass dem Kaiser keine Gesetzgebungsmacht in spirituellen Dingen zukommt: Er besitze keine Macht über Seelen. Dem Papst hingegen komme keine legitime Gesetzgebungsmacht in weltlichen Dingen zu: Er ist allein für Spirituelles zuständig. Daraus wurde eine Begrenzung der Macht der Regierung abgeleitet. Nach Luis de Molina ist eine Nation wie eine Handelsgesellschaft zu verstehen: Die Regierenden bekämen Macht verliehen, unterständen aber der kollektiven Macht aller an der Handelsgesellschaft Beteiligten. Trotzdem ist aber nach de Molina die Macht der Gesellschaft über das Individuum größer als die Macht einer Handelsgesellschaft über ihre Mitglieder. Denn im Gegensatz zur Macht der einzelnen Individuen über sich selbst in Geschäftstransaktionen, entspringt die Macht einer nationalen Regierung direkt aus der göttlichen Macht.
Zu dieser Zeit erweiterte die Englische Monarchie die Lehre des Gottesgnadentums des Königs. Dieser Lehre zufolge ist der König der einzige legitime Empfänger der göttlichen Macht. Untertanen müssen deshalb den Befehlen des Königs gehorchen, um den göttlichen Plan nicht zu durchkreuzen. Dem widersprechend gingen die Anhänger der Schule von Salamanca davon aus, dass das kollektive Volk der einzig legitime Empfänger göttlicher Macht sei. Diese gibt es dann, unter bestimmten Bedingungen, an den Herrscher weiter.
Am weitesten geht in diesem Punkt Francisco Suárez mit seinem Werk Defensio Fidei Catholicae adversus Anglicanae sectae errores. Es ist die damals stärkste Verteidigung einer Volkssouveränität. Suárez gesteht ein, dass politische Macht nicht einem einzigen Individuum innewohne. Gleichzeitig fügt er aber auch eine subtile Unterscheidung ein. Der Empfänger politischer Macht ist das Volk als Ganzes, nicht die einzelnen souveränen Individuen für sich genommen. Dies nimmt Jean-Jacques Rousseaus Theorie der Volkssouveränität vorweg, nach der das Volk als kollektive Gruppe von der Summe der Individuen, aus denen es besteht, verschieden ist.
Für Suárez ist der Ursprung der politischen Macht der Gesellschaft kontraktualistisch, weil sich die Gemeinschaft, die Grundlage einer Gesellschaft ist, durch den Konsens der freien Willen der Individuen formiert. Die Konsequenz dieser kontraktualistischen Betrachtung ist, dass die natürlichste Form der Regierung die Demokratie ist. Oligarchie oder Monarchie sind sekundäre Regierungsformen. Sie beanspruchen nur insofern, gerechte Regierungsformen zu sein, als sie (in einem Gründungsakt) vom Volk gewählt wurden oder es ihnen zumindest zugestimmt hat. Nach Suárez kommt den Menschen ferner ein Widerstandsrecht gegen eine ungerechte Regierung zu. Denn alle Menschen seien frei und nicht als Untertanen anderer geboren.

### Ius Gentium und Völkerrecht
Francisco de Vitoria hat eine weitreichende Theorie des ius gentium entwickelt; gilt deshalb als einer der „Väter des Völkerrechts“. Seine grundlegende Überlegung ist, dass der Umgang der Menschen miteinander nicht nur innerhalb einer Gesellschaft, sondern auch zwischen verschiedenen Gesellschaften von gegenseitigem Respekt der Rechte geprägt sei. Deshalb müssten Beziehungen zwischen Staaten nicht auf Gewalt, sondern auf Gesetz und Gerechtigkeit basieren.
Die beiden Rechtsarten nannte Vitoria ius inter gentes und ius intra gentes. Ius inter gentes entspricht dem heutigen internationalen Recht (Völkerrecht) und war allen Völkern gemein; Ius intra gentes ist das jeder Gemeinschaft spezifische Recht.

### Gerechter Krieg
Für die Schule von Salamanca ist Krieg eines der schlimmsten Übel der Menschheit. Deshalb dürfe auf Krieg nur zurückgegriffen werden, um ein noch größeres Übel zu verhindern. Vor Beginn eines Krieges müssten diplomatische Lösungen ausgeschöpft werden, selbst dann, wenn man im Konflikt zur überlegenen Partei gehört.
Gründe für einen gerechten Krieg seien:
- Selbstverteidigung, solange eine realistische Aussicht auf Erfolg besteht. Steht kein Erfolg in Aussicht, ist ein gerechter Krieg zur Selbstverteidigung ein unnötiges Blutvergießen.
- Verteidigung gegen einen Tyrannen, der entweder schon an der Macht ist oder versucht, diese zu ergreifen.
- Bestrafung eines schuldigen Feindes.

Über einen legitimen Grund hinaus müsse ein Krieg zusätzlich folgenden Anforderungen genügen:
- Die kriegerische Antwort muss dem zugefügten Übel angemessen sein. Mehr Gewalt als nötig anzuwenden, begründet einen ungerechten Krieg.
- Die Regierungen erklären sich gegenseitig den Krieg. Aber eine Kriegserklärung einer Regierung stellt noch keine ausreichenden Grund für einen Krieg dar. Ist das Volk gegen den Krieg, dann ist auch der Krieg illegitim. Das Volk besitzt das Recht, eine Regierung abzusetzen, die Pläne für einen ungerechten Krieg schmiedet oder dabei ist, diesen auszuführen.
- Im Krieg gibt es moralische Grenzen. So ist es untersagt, Unschuldige anzugreifen oder Geiseln zu töten.
- Vor dem Beginn eines Krieges müssen alle Optionen des Dialogs, beispielsweise Verhandlungen, ausgeschöpft werden. Ein Krieg ist nur als letzter Ausweg legitim.

### Die Eroberung Süd- und Mittelamerikas
Während des Zeitalters des Kolonialismus war Spanien das einzige Land, in dem eine Gruppe Intellektueller der Rechtmäßigkeit der Eroberungen kritisch gegenüberstand.
Francisco de Vitoria begann seine Analyse der Eroberungen mit der Zurückweisung „ungültiger Herrschaftstitel“. Er war der Erste, der die Gültigkeit der Papstbulle Alexanders des VI., bekannt als „Schenkungsbulle“, über die Herrschaft der neu entdeckten Territorien anzweifelte.
Er akzeptierte weder das Primat des Kaisers noch die Autorität des Papstes (dem Macht im weltliche Dingen fehle) noch den Anspruch auf freiwillige Unterwerfung oder Konversion der Ureinwohner Amerikas. Sie könnten nicht als Sünder oder nur unzureichend mit Verstand ausgestattet angesehen werden: Sie seien vielmehr von Natur aus frei und hätten rechtmäßige Besitzansprüche auf ihr Land. Als die Spanier in Amerika landeten, hätten sie keine rechtmäßigen Titel gehabt, das Land zu besetzen und sich zu ihren Herren zu machen.
Francisco de Vitoria untersuchte auch die Möglichkeit rechtmäßiger Herrschaftstitel über neu entdeckte Länder. Der erste bezieht sich auf das Ius peregrinandi et degendi; dies ist das Recht jedes Menschen, in alle Länder der Erde zu reisen und mit dort Ansässigen zu handeln, unabhängig davon, wer das Land beherrscht oder welcher Religion es angehört. Wenn die Ureinwohner Amerikas das Ius peregrinandi et degendi verweigerten, habe die betroffene Partei das Recht, sich zu verteidigen und in dem im Zuge dieses Selbstverteidigungskrieges eroberten Land zu bleiben.
Die zweite Form eines rechtmäßigen Herrschaftstitels über neu entdeckte Länder bezieht sich auf die Menschenrechte. Deren Einschränkung kann als Grundlage eines gerechten Krieges dienen. Die Ureinwohner Amerikas hätten das Recht, die Konversion abzulehnen, könnten aber nicht das Recht der Spanier einschränken, das Evangelium zu predigen. Dennoch könne es aufgrund der resultierenden Toten und der Zerstörung unverhältnismäßig sein, einen solchen Krieg zu führen.
Kasuistisch unterscheidet Vitoria weitere Einzelfälle:
- Wenn der heidnische Souverän konvertierte Untertanen zur Rückkehr zum Heidentum zwingt.
- Wenn es im neu entdeckten Land eine genügend große Zahl Christen gibt, die sich vom Papst eine christliche Regierung wünschen.
- Im Falle des Sturzes einer Tyrannenherrschaft oder einer Regierung, die Unschuldigen Leid zufügt (z. B. indem sie Menschenopfer an die Götter verlangt).
- Wenn Verbündete oder Freunde angegriffen werden. Als Beispiel führt Francisco de Vitoria die Tlaxcalteken an. Sie waren mit den Spaniern zwar verbündet, aber ihnen unterworfen und wurden von den Azteken angegriffen. Dies könne einen Gerechten Krieg rechtfertigen und die Eroberungen legitimieren.
- Die Rechtmäßigkeit eines weiteren Herrschaftstitels wird von Francisco de Vitoria offengelassen, nämlich der Fall des Mangels an gerechten Gesetzen, Magistraten, landwirtschaftlichen Technologien etc. In jedem Fall müsse die aus einem solchen Titel resultierende vormundschaftliche Herrschaft mit christlicher Nächstenliebe und zum Vorteil der Ureinwohner ausgeübt werden.

Der damalige Herrscher Spaniens, König Karl I., lehnte diese Lehre von rechtmäßigen und unrechtmäßigen Herrschaftstiteln ab. Denn letztlich bedeuteten sie, dass Spanien keine besonderen Rechte hatte. Er versuchte deshalb erfolglos die Theologen davon abzuhalten, ihre Meinung in diesen Dingen zu äußern.

### Vertragsrecht
Die erste Bewegung, um das Vertragsrecht zu systematisieren, die Schule von Salamanca stützt seine Vertragslehre auf zwei Prinzipien: Freiheit und Gerechtigkeit.
Die Schule von Salamanca spielte eine sehr große Rolle bei der Verbreitung des Konsensismus. Wenn dieses Konzept bereits im zwölften Jahrhundert von den Kanonisten anerkannt worden war und die Anwendung des Prinzips  pacta sunt servanda, es dauerte jedoch bis zum sechzehnten Jahrhundert und die Berufung von Juristen wie Luis de Molina, dass das Zivilrecht das Prinzip der Widersprüchlichkeit von Verträgen aufgrund der alleinigen Zustimmung der Parteien akzeptieren. Mehr noch, vor allem von Leonardus Lessius, Pedro de Oñate wird so weit gehen, die Idee einer "Vertragsfreiheit" und eine Theorie der "Willensautonomie" mit der Begründung zu verteidigen, dass der Mensch, geschaffen nach dem Bild Gottes, der ihn frei gemacht, hat eine Autonomie des Willens sowohl für die Verwaltung seiner Güter als auch für seine Verpflichtungen. Diese Freiheit ist jedoch nicht absolut, sie wird durch die Begriffe der Willensmängel der Zustimmung, den von den Behörden geforderten Formalismus oder die Unmoral des Vertragsgegenstandes eingeschränkt. 
In der Erwägung, dass nach Ansicht von Luis de Molina die Verträge zu einem gemeinsamen Nutzen eingeführt wurden, vertraten die salmantinischen Theologen und Juristen die Auffassung, dass das natürliche Recht nicht dulden könne, dass eine Partei privilegiert werden könne. Um die Anwendung dieses Prinzips der Tauschgerechtigkeit zu ermöglichen, entwickelten sie die Idee eines gerechten Preises. Jede Verletzung dieses Prinzips führte somit zu einem Schaden für die eine Partei und somit zu einer grundlosen Bereicherung, einem Verstoß gegen das siebte Gebot und einer Sünde für die andere. Nur die Rückgabe konnte die Absolution erhalten und das Gleichgewicht des Vertrages wiederhergestellt werden.

## Ökonomie
Die ökonomischen Arbeiten der Schule von Salamanca gerieten zunächst weitgehend in Vergessenheit, gelten aber heute als Meilenstein der Wirtschaftswissenschaft.
Die ökonomischen Theorien der Schule von Salamanca fanden besondere Beachtung in Joseph Schumpeters History of Economic Analysis (1954). Schumpeter, der die scholastische Lehre im Allgemeinen und die spanische Scholastik im Besonderen studierte, rühmte das hohe Niveau der Ökonomie im Spanien des 16. Jahrhunderts. Er argumentierte, dass die Schule von Salamanca am ehesten den Titel „Gründerin der Ökonomie als Wissenschaft“ verdiene. Zwar habe die Schule von Salamanca keine vollständige ökonomische Lehre ausgearbeitet, aber sie habe erstmals eine ökonomische Theorie etabliert, um die neuen gesellschaftlichen Probleme, die mit dem Ende des Mittelalters auftraten, in Angriff zu nehmen.
Auch die englische Wirtschaftshistorikerin Marjorie Grice-Hutchinson hat zahlreiche Artikel und Monographien zur ökonomischen Lehre der Schule von Salamanca veröffentlicht.
Obwohl es keine direkten Einflüsse zu geben scheint, ist das ökonomische Denken der Schule von Salamanca vielfach der heutigen Österreichischen Schule in der Volkswirtschaftslehre ähnlich. Murray Rothbard prägte in diesem Zusammenhang den Begriff „Proto-Austrians“, d. h. Vorgänger der Österreichen Schule, für die Anhänger der Schule von Salamanca.

### Ökonomische Theorie der Schule von Salamanca: die Vorgeschichte
Im Jahre 1517 wurde de Vitoria, damals an der Sorbonne lehrend, von spanischen Händlern in Antwerpen zur Frage der moralischen Legitimität von Handel mit dem Ziel der Steigerung des persönlichen Reichtums konsultiert. Aus heutiger Perspektive ging es also um die Frage nach den moralischen Grundlagen des Unternehmertums. De Vitoria und andere Theologen begannen, sich verstärkt ökonomischen Fragestellungen zuzuwenden. Sie distanzierten sich dabei von alten  Ansichten, die sie als obsolet ansahen und führten stattdessen neue auf Basis des Naturrechts ein.
Diesen Ansichten zufolge basiert die natürliche Ordnung auf der „Freiheit der Zirkulation“ von Menschen, Gütern und Ideen. Sie erlaube es den Menschen, sich besser kennenzulernen und das Gemeinschaftsgefühl zu stärken.

### Privateigentum
Einigkeit herrschte zwischen den Anhängern der Schule von Salamanca darüber, dass Eigentum den positiven Effekt einer Stimulation ökonomischer Aktivität habe. Diese wiederum trage zum allgemeinen wirtschaftlichen Wohlergehen bei. Diego de Covarrubias y Leiva (1512–1577) zufolge haben Menschen nicht nur das Recht auf Privateigentum, sondern auch das Recht, exklusiv aus den Vorteilen des Eigentums zu profitieren. In Zeiten großer Not würden alle privaten Güter jedoch zu Gemeinschaftsgütern.
Luis de Molina argumentierte, dass Besitzer von Privateigentum besser um ihre Güter Sorge trügen als Besitzer von Gemeinschaftsgütern.

### Geld, Wert und Preis
Mit ihren Überlegungen zum Vertragsrecht und zur Fairness im Austausch wurden die Mitglieder der Schule von Salamanca oft mit dem Begriff des Wertes konfrontiert. So beobachtete Martin de Azpilcueta die Wirkung der amerikanischen Silber- und Goldankünfte in Spanien, nämlich die Verringerung ihrer Werte und Erhöhung der Preise, die Idee der Wertknappheit, die erste Form der Quantitätstheorie.
Der gerechte Preis von etwas, der das Prinzip der kommutativen Gerechtigkeit respektiert, hängt von vielen Faktoren ab. Er hat einen gewissen Spielraum, weil er nicht das Ergebnis des Willens Gottes oder der Arbeit ist, sondern der gemeinsamen Wertschätzung des Volkes (communis aestimatio hominum). Dazu schrieb Luis Saravia de la Calle 1544:

„Diejenigen, die den gerechten Preis messen an der Arbeit, den Kosten und dem Risiko, das der Person, die mit der Ware handelt oder sie herstellt, oder an den Kosten des Transports oder der Kosten der Reise... oder daran, was er für die Faktoren ihrer Branche, ihres Risikos und ihrer Arbeit zu zahlen hat, liegen sehr falsch.... Denn der gerechte Preis ergibt sich aus der Fülle oder Knappheit der Waren, der Kaufleute und des Geldes.... und nicht aus Kosten, der Arbeit und des Risikos.... Warum sollte ein Ballen Leinen, der auf dem Landweg aus der Bretagne gebracht wird, mehr wert sein als eins, das auf dem Seeweg billig transportiert wird?... Warum sollte ein handgeschriebenes Buch mehr wert sein als eins, das gedruckt wird, wenn letzteres besser ist, obwohl es weniger zu produzieren kostet?... Der gerechte Preis wird nicht durch Zählen der Kosten ermittelt, sondern durch die allgemeine Schätzung“

Wie Friedrich Hayek schrieb, verfolgte die Schule diese Idee jedoch selten systematisch. Seine Mitglieder meinten, dass die Autoritäten manchmal erforderlich waren, um einzugreifen und die Preise zu kontrollieren, besonders in Monopolfällen oder für Grundnahrungsmittel. Die Möglichkeit eines wirtschaftlichen Interventionismus, genannt Arbitrismus, wurde nicht einstimmig angenommen: Während einige glaubten, dass der Prinz von öffentlichem Interesse vertrauenswürdiger ist als gierige Kaufleute, wie Domingo de Soto und Tomás de Mercado, andere wie Luis de Molina, Leonardus Lessius oder Juan de Lugo y de Quiroga, dass jede Intervention der Behörden wegen der Korruption und des Klientelismus, die es schaffen wird, unangebracht ist.

### Geldverleih und Zins
Wucher, als was damals jede Erhebung von Zinsen auf ein Darlehen galt, wurde seit jeher von der römisch-katholischen Kirche verboten. Das Zweite Laterankonzil verurteilte jede Form von Zinsnahme. Das Konzil von Vienne verbot den Wucher explizit und verurteilte jede Gesetzgebung, die Wucher tolerierte, als ketzerisch. Die ersten Scholastiker rügten die Erhebung von Zinsen. In der mittelalterlichen Wirtschaftsordnung war die Notwendigkeit der Aufnahme eines Darlehens ausschließlich eine Konsequenz aus widrigen Umständen, beispielsweise einer schlechten Ernte, Unwetter oder dem Ausbruch eines Feuers. Unter diesen Umständen waren Zinsforderungen verwerflich.
Während der Renaissance führte die erhöhte Mobilität in der Bevölkerung zu einer Erhöhung der Handelsaktivität. Dies bot Unternehmern geeignete Umstände zur Gründung neuer, lukrativer Geschäfte. Da geliehenes Geld jetzt nicht mehr ausschließlich dem Verbrauch, sondern auch der Produktion diente, konnte es nicht mehr auf die gleiche Weise wie im Mittelalter betrachtet werden. Die Schule von Salamanca erarbeitete zahlreiche Gründe, welche die Erhebung von Zinsen rechtfertigten. Die Person die ein Darlehen erhielt, profitierte davon; Zins ist die Prämie, die den Verleiher des Geldes für das Risiko, das er auf sich genommen hat, entschädigt. Hinzu kam die Frage der Opportunitätskosten: Der Verleiher verlor durch die Gewährung des Darlehen die Möglichkeit, das Geld anders zu verwenden. Schlussendlich wurde Geld selbst als Handelsware gesehen, die Benutzung von Geld als etwas, für das man einen Vorteil in Form von Darlehen erhalten sollte.

## Theologie
Während der Renaissance befand sich die Theologie bedingt durch den aufstrebenden Humanismus im Niedergang. Die scholastische Theologie schien nur begrenzt Lösungen auf aktuellen Probleme zu finden. Vor diesem Hintergrund wandte sich die Schule von Salamanca stärker „praktischen“ theologischen Fragen des menschlichen Lebens zu als die ältere Scholastik, die oftmals theoretische Fragen ohne „Alltagsrelevanz“ erörterte. Unter de Vitoria leitete die Universität von Salamanca eine Periode intensiver Forschung auf theologischem Gebiet ein, besonders des Thomismus. Sein Einfluss erstreckte sich auf die europäische Kultur im Allgemeinen, vor allem auf die europäischen Universitäten.

### Moralphilosophie
Die Beiträge der Schule von Salamanca im Bereich Recht und Ökonomie gründeten sich auf die neuen Herausforderungen und moralischen Probleme, mit denen die Gesellschaft unter den neuen Bedingungen konfrontiert wurde.
Ihre Behauptung, Moralität hinge nicht vom Göttlichen ab, war in der damaligen Zeit ein geradezu revolutionärer Gedanke. Er entkoppelte das Gute vom Christentum: Auch Christen könnten schlecht handeln und Nicht-Christen gut. Dies spielte im Zusammenhang mit dem Verhalten gegenüber Heiden eine wichtige Rolle, weil man nicht mehr voraussetzen konnte, dass sie böse seien, weil sie keine Christen sind.
Während die Schule von Salamanca zu anfangs kasuistisch vorging, entwickelte sie später auf der Suche nach allgemeinen Regeln oder Prinzipien den Probabilismus. Hauptsächlich entwickelt von Bartolomé de Medina und fortgeführt durch Gabriel Vázquez und Francisco Suárez wurde der Probabilismus zur wichtigsten Schule der Moralphilosophie in den folgenden Jahrhunderten.

### Der Gnadenstreit: Die Kontroverse um die StreitschriftDe auxiliis
Die Streitschrift De auxiliis war ein Disput zwischen Jesuiten und Dominikanern, der sich Ende des 16. Jahrhunderts ereignete. Das Thema der Kontroverse war die Gnadenlehre sowie die Lehre der Prädestination. Dahinter verbirgt sich die Frage, wie die menschliche Freiheit oder ein freier Wille mit der Göttlichen Allwissenheit zu vereinbaren ist. Im Jahre 1582 äußerten sich der Jesuit Prudencio Montemayor und Frater Luis de León öffentlich zum Thema Willensfreiheit. Domingo Báñez wandte ein, dass sie dem freien Willen ein zu großes Gewicht einräumten und Terminologie verwendeten, die heidnisch klinge. Er denunzierte sie deshalb bei der Spanischen Inquisition unter dem Vorwand des Pelagianismus. Montemayor und de León wurde die Lehrerlaubnis entzogen und ihnen untersagt, ihre Ansichten weiter zu verbreiten.
Im Anschluss daran wurde Báñez beim Heiligen Stuhl durch de Leon denunziert. Dieser warf ihm vor den Lehren Martin Luthers zu folgen. Nach lutherischer Lehre ist der Mensch als Konsequenz der Erbsünde verdorben und kann sich nicht selbst retten. Nur Gott kann ihm Gnade gewähren. Diese Ansicht ist gleichzeitig der Kern des Pelagianismus. Báñez wurde freigesprochen.
Trotzdem beendete dies nicht den Disput, den Luis de Molina mit seiner Schrift Concordia liberi arbitrii cum gratiae donis (1588) fortsetzte. Sie gilt als die beste Äußerung der Position der Jesuiten in der Frage. Der Streit setzte sich über die Jahre fort und beinhaltete den Versuch der Dominikaner, Papst Clemens VIII. dazu zu bewegen, Molinas Concordia liberi arbitrii cum gratiae donis zu verurteilen. Im Jahre 1607 erkannte Papst Paul V. schließlich die Freiheit beider Seiten an, ihre Lehren zu verteidigen, und verbot, dass die eine Seite die Position der jeweils anderen als Häresie bezeichnete.

### Das Problem der Existenz des Bösen in der Welt
Die Existenz des Bösen in einer Welt, die von einem unendlich guten und machtvollen Gott geschaffen und beherrscht wird, galt lange Zeit als Paradoxon. De Vitoria entwickelte einen Lösungsversuch, indem er argumentierte, dass die Willensfreiheit ein Geschenk Gottes an jeden Einzelnen sei. Es sei unmöglich, dass der Wille jeder Person immer das Gute wählt. Deshalb entstehe das Böse als notwendige Konsequenz des freien Willens der Menschen.